# 堀田祥子
堀田 祥子（ほった しょうこ、1986年8月16日 - ）は、日本の女優、元プロレスラー。
東京都出身。女優としてはTIARA-FRONTIER、プロレスラーとしてはアイスリボン所属。

## 経歴
2008年より舞台女優として活動開始。
2012年、アイスリボンの新人デビュープロジェクトに参加し、10月20日の道場マッチにて志田光とエキシビション。
10月31日、プロジェクトの先陣を切って藤本つかさ戦でデビューするが、極楽固めにギブアップ。
11月14日、藤本と組み初のタッグマッチとして志田&世羅りさ組と対戦も、世羅のスクールボーイでフォールされる。
11月17日、世羅と初の同期シングル、ギブアップを奪い初勝利。
11月24日、初の他団体選手としてラビット美兎（JWP）と対戦、健闘するも敗戦。
2013年3月29日、プロレス卒業を発表。

## 出演

### テレビドラマ
- タンブリング 第2話（2010年、TBS） - 客 役
- 蜜の味〜A Taste Of Honey〜 第6話（2011年、フジテレビ） - 研修医 役
- 街占師 〜北白川晶子の事件占い〜 第2作（2012年、テレビ東京・BSジャパン）
- 恋愛ニート〜忘れた恋のはじめ方（2012年、TBS）
- 結婚同窓会 〜SEASIDE LOVE〜（2012年、フジテレビTWO）
- 法医学教室の事件ファイル 36 すべてが1/2の死体の謎（2013年、テレビ朝日）
- 女医・倉石祥子 〜死の研究室〜（2013年、フジテレビ） - 看護師 役
- 終着駅の牛尾刑事VS事件記者・冴子 第13作（2013年、テレビ朝日） - ツアー参加者 役
- 私の部下は50歳（2014年、NHK Eテレ）
- ヤバい検事 矢場健〜ヤバケンの暴走捜査〜 第3弾（2014年、フジテレビ） - 寺田真美 役
- ロング・グッドバイ 第3話（2014年、NHK） - パーティ客 役
- ランチのアッコちゃん 第4-6話（2015年、NHK BSプレミアム） - 派遣社員井上由紀 役
- 警視庁・捜査一課長 第10話（2016年、テレビ朝日） - 斉場栄子 役
- 民衆の敵〜世の中、おかしくないですか!?〜 第1話（2017年、フジテレビ）
- 健康で文化的な最低限度の生活 第8話 （2018年9月4日、関西テレビ） ‐ 永田貴美子 役
- 最愛  第9話（2021年12月10日、TBS）

### 舞台
- アトリエッジプロデュース公演「ぞめきの消えた夏 －グアム戦乱舞闘」（2008年）
- ノアノオモチャバコ
  - chapter.5「246 side"Gokko"／side"Bukku"」（2008年）
  - chapter×chapter「人形の家」「愚者には見えないラ・マンチャの王様の裸」（2008年）
- 笑劇ヤマト魂
  - 「Ultra Marine Snow 〜音の浪、静かの海の子守唄〜」（2008年）
  - 「西遊記花街酔醒」（2008年）
  - 「Heavens 〜夜と夜と音楽〜」（2009年）
  - 「ヤマト版仮名手本忠臣蔵」（2009年）
- 空気ノ機械ノ尾ッポ「ハセル」（2009年）
- サマカトvol.19「4-doors」（2010年）

### 映画
- ラビット・ホラー3D（2011年9月17日）
- 月光ノ仮面（2012年1月14日）
- モンスターズクラブ（2012年4月21日）
- BRAVE HEARTS 海猿（2012年7月13日）
- THE NEXT GENERATION -パトレイバー- シリーズ／首都決戦（2014年4月-2015年10月） - 特車二課整備員 役
- 太陽からプランチャ（2014年6月28日）
- 進撃の巨人 ATTACK ON TITAN（2015年8月1日） - 立体機動兵ハツネ 役
  - スピンオフ「進撃の巨人 ATTACK ON TITAN 反撃の狼煙」（2015年8月15日、dTV） - 立体機動兵ハツネ 役
- シン・ゴジラ（2016年7月29日、東宝）[7]
- シン・ウルトラマン（2022年5月13日、東宝）[8]